# Daniel O. Hastings
Daniel O. Hastings (Princess Anne, 1874. március 5. – Wilmington, 1966. május 9.) az Amerikai Egyesült Államok szenátora (Delaware, 1928–1937).